# Arealva
Arealva is een gemeente in de Braziliaanse deelstaat São Paulo. De gemeente telt 7.886 inwoners (schatting 2009).

## Aangrenzende gemeenten
De gemeente grenst aan Bariri, Bauru, Boracéia, Iacanga, Itaju, Pederneiras en Reginópolis.